# Красно (Сень)
44°49′ пн. ш. 15°03′ сх. д. / 44.82° пн. ш. 15.05° сх. д.
Красно (хорв. Krasno) — населений пункт у Хорватії, у Лицько-Сенській жупанії у складі міста Сень.

## Населення
Населення за даними перепису 2011 року становило 476 осіб.
Динаміка чисельності населення поселення:

## Клімат
Середня річна температура становить 6,65 °C, середня максимальна – 19,58 °C, а середня мінімальна – -6,35 °C. Середня річна кількість опадів – 1550 мм.
| Клімат поселення                              | Клімат поселення | Клімат поселення | Клімат поселення | Клімат поселення | Клімат поселення | Клімат поселення | Клімат поселення | Клімат поселення | Клімат поселення | Клімат поселення | Клімат поселення | Клімат поселення | Клімат поселення |
| Показник                                      | Січ.             | Лют.             | Бер.             | Квіт.            | Трав.            | Черв.            | Лип.             | Серп.            | Вер.             | Жовт.            | Лист.            | Груд.            |                  |
| Середній максимум, °C                         | 3,30             | 3,61             | 6,24             | 9,77             | 14,62            | 18,29            | 19,58            | 19,29            | 15,76            | 11,48            | 6,50             | 3,01             |                  |
| Середня температура, °C                       | −1,53            | −1,22            | 1,40             | 4,95             | 9,81             | 13,45            | 15,79            | 15,51            | 11,99            | 7,69             | 2,73             | −0,78            |                  |
| Середній мінімум, °C                          | −6,35            | −6,06            | −3,43            | 0,13             | 4,96             | 8,63             | 12,01            | 11,74            | 8,21             | 3,90             | −1,05            | −4,55            |                  |
| Норма опадів, мм                              | 111              | 112              | 115              | 134              | 117              | 120              | 75               | 100              | 145              | 171              | 193              | 157              |                  |
| Середньомісячна швидкість вітру, м/с          | 3.60             | 3.71             | 3.73             | 3.42             | 3.13             | 2.92             | 2.81             | 2.77             | 3.06             | 3.39             | 3.80             | 3.94             |                  |
| Середньомісячна сонячна радіація, кДж/м²·день | 4640             | 7361             | 10724            | 15030            | 19013            | 20636            | 22358            | 19184            | 14274            | 9404             | 5041             | 3859             |                  |
| --------------------------------------------- | ---------------- | ---------------- | ---------------- | ---------------- | ---------------- | ---------------- | ---------------- | ---------------- | ---------------- | ---------------- | ---------------- | ---------------- | ---------------- |
| Джерело:                                      |                  |                  |                  |                  |                  |                  |                  |                  |                  |                  |                  |                  |                  |